# Bahnstrecke Le Châtelet-sur-Retourne–Juniville–Vouziers
| Deutsche Soldaten bei der Eröffnungszeremonie am 3. Mai 1916 in Machault |                                                                             |                              |                              |
| Ehemaliger Streckenverlauf auf einer Karte von 2022 Fahrplan, Mai 1914 |                                                                             |                              |                              |
| Streckenlänge: | 42 km                                                                       |                              |                              |
| Spurweite: | Feldbahn: 600 mm CA anfangs: 800 mm CA später: 1000 mm Militärbahn: 1435 mm |                              |                              |
| |                                                                             |                              |                              |
| \| \| 0 \| Le Châtelet-sur-Retourne \| Le Châtelet-sur-Retourne \| \| \| 3 \| Neuflize \| Neuflize \| \| \| 6 \| Alincourt \| Alincourt \| \| \| 9 \| Juniville \| Juniville \| \| \| 13 \| Bignicourt \| Bignicourt \| \| \| 14 \| Ville-sur-Retourne \| Ville-sur-Retourne \| \| \| 17 \| Pauvres \| Pauvres \| \| \| 19 \| Mont-Saint-Remy \| Mont-Saint-Remy \| \| \| 23 \| Machault \| Machault \| \| \| \| Orfeuil \| \| \| \| \| „Langer Max“ (38-cm-SK-L/45)[3][4] \| \| \| \| \| \| \| \| \| 30 \| Semide \| Semide \| \| \| 33 \| Contreuve \| Contreuve \| \| \| 35 \| Sugny \| Sugny \| \| \| 37 \| Sainte-Marie \| Sainte-Marie \| \| \| 41 \| Vouziers-Marizy \| Vouziers-Marizy \| \| \| \| von Amagne \| \| \| \| 42 \| Vouziers[5][2] \| Vouziers[5][2] \| \| \| \| nach Revigny-sur-Ornain \| \| \| \| \| nach Buzancy \| \| |                                                                             |                              |                              |
| Kopfbahnhof Streckenanfang (Strecke außer Betrieb) | 0                                                                           | Le Châtelet-sur-Retourne     | Le Châtelet-sur-Retourne     |
| Bahnhof (Strecke außer Betrieb) | 3                                                                           | Neuflize                     | Neuflize                     |
| Bahnhof (Strecke außer Betrieb) | 6                                                                           | Alincourt                    | Alincourt                    |
| Bahnhof (Strecke außer Betrieb) | 9                                                                           | Juniville                    | Juniville                    |
| Haltepunkt / Haltestelle (Strecke außer Betrieb) | 13                                                                          | Bignicourt                   | Bignicourt                   |
| Bahnhof (Strecke außer Betrieb) | 14                                                                          | Ville-sur-Retourne           | Ville-sur-Retourne           |
| Bahnhof (Strecke außer Betrieb) | 17                                                                          | Pauvres                      | Pauvres                      |
| Bahnhof (Strecke außer Betrieb) | 19                                                                          | Mont-Saint-Remy              | Mont-Saint-Remy              |
| Bahnhof (Strecke außer Betrieb) | 23                                                                          | Machault                     | Machault                     |
| Kopfbahnhof Streckenanfang (Strecke außer Betrieb) · Strecke (außer Betrieb) |                                                                             | Orfeuil                      | Orfeuil                      |
| Betriebs-/Güterbahnhof Streckenanfang und quer (Strecke außer Betrieb) · Abzweig geradeaus und von rechts (Strecke außer Betrieb) · Strecke (außer Betrieb) |                                                                             | „Langer Max“ (38-cm-SK-L/45) | „Langer Max“ (38-cm-SK-L/45) |
| Strecke nach links (außer Betrieb) · Abzweig geradeaus und von rechts (Strecke außer Betrieb) |                                                                             |                              |                              |
| Bahnhof (Strecke außer Betrieb) | 30                                                                          | Semide                       | Semide                       |
| Bahnhof (Strecke außer Betrieb) | 33                                                                          | Contreuve                    | Contreuve                    |
| Bahnhof (Strecke außer Betrieb) | 35                                                                          | Sugny                        | Sugny                        |
| Bahnhof (Strecke außer Betrieb) | 37                                                                          | Sainte-Marie                 | Sainte-Marie                 |
| Bahnhof (Strecke außer Betrieb) | 41                                                                          | Vouziers-Marizy              | Vouziers-Marizy              |
| Kreuzung geradeaus oben (Strecke geradeaus außer Betrieb) · Strecke von rechts |                                                                             | von Amagne                   | von Amagne                   |
| Bahnhof (Strecke außer Betrieb) · Bahnhof | 42                                                                          | Vouziers                     | Vouziers                     |
| Strecke (außer Betrieb) · Strecke nach links |                                                                             | nach Revigny-sur-Ornain      | nach Revigny-sur-Ornain      |
| Strecke (außer Betrieb) |                                                                             | nach Buzancy                 | nach Buzancy                 |

Die Bahnstrecke Le Châtelet-sur-Retourne–Juniville–Vouziers war eine 42 Kilometer lange Strecke im Norden Frankreichs mit einer Spurweite von anfangs 800 mm und später 1000 mm.

## Geschichte

### Schmal- und Meterspurbahn
Die Strecke wurde aus strategischen Gründen mit einer Spurweite von 800 mm gebaut, um ihre Nutzung durch eine feindliche Armee im Falle einer Invasion zu erschweren. Auch nachdem das Verbot der Verwendung der Meterspur aufgehoben worden war und die  Umspurung der meisten Strecken der Betreibergesellschaft auf Meterspur durchgeführt war, wurde die ungewöhnliche Spurweite bei diesem Betrieb beibehalten.
Der 9 km lange Schmalspur-Streckenabschnitt von Le Châtelet-sur-Retourne nach Juniville wurde am 10. Dezember 1900 in Betrieb genommen und von den Chemins de fer départementaux des Ardennes  (CA) betrieben. Der Schmalspur-Streckenabschnitt von Juniville nach Vouziers wurde am 25. November 1906 in Betrieb genommen und 1924 auf Meterspur umgespurt. Sie wurde bis 1933 betrieben.

### Schmalspur-Schienenfahrzeuge
Bis 1914 zogen 14 von Corpet et Louvet in La Courneuve gebaute Schmalspur-Dampflokomotiven der Achsfolgen C n2t und 1’B n2t mit einer Masse von jeweils 14 Tonnen die Züge, deren Gesamtmasse 45 Tonnen nicht übersteigen durfte. Die Maschinen trugen die Namen von Orten, die von dem Netz bedient wurden.
Die Güter- und Reisezugwagen, von denen 1914 insgesamt 208 im Einsatz waren, wurden von Les ateliers du Nord de la France a Blanc-Misseron dans le Nord gebaut. Die dunkelgrün lackierten Reisezugwagen hatten überdachte Plattformen, die von einem etwa einen Meter hohen Metallgeländer mit Gittertüren begrenzt wurden. Die Initialen der Eisenbahngesellschaft (C.A.), die Wagenklasse und -nummer waren in großen Kupferbuchstaben an den Seiten der Wagen angebracht. Feine Holzleisten und bei einigen Wagen kupferne Handläufe setzten gestalterische Akzente.
Die Wagen waren Großraumwagen mit durchgehenden Mittelgängen und an den Seiten je fünf Fenstern mit einfachen Vorhängen. Abends wurden pro Wagen zwei Petroleumlampen an zwei einander gegenüberliegenden Ecken entzündet. Ihr Rauch wurde durch Lüftungsschächte im Dach nach oben abgelassen.
Die Heizung der Wagen war nicht sehr effektiv, sodass die Scheiben im Winter oft vereisten und die Reisenden froren. An kalten Tagen wurden daher mit heißem Wasser gefüllte, mit einem Gitter abgedeckte Porzellan- oder Kupferwannen parallel und in gleichem Abstand zu zwei gegenüberliegenden Sitzbänken aufgestellt, auf denen die Reisenden ihre Füße wärmen konnten.
Die Lokomotiven verbrauchten etwa 10 kg Kohle pro Kilometer und mussten regelmäßig mit Wasser versorgt werden. Alle 15 km gab es kegelstumpfförmige Blechbehälter zum Wasserfassen (Le Châtelet, Juniville, Semide und Vouziers). Diese Behälter wurden 1918 von den deutschen Streitkräften zerstört. Sie wurden in der Nachkriegszeit in veränderter Form aus Beton wieder aufgebaut. Sie bestanden aus einem zylindrischen Behälter, der von vier Beinen getragen wurde.
Am 21. August 1914 wurde der Betrieb eingestellt, woraufhin die Bahngesellschaft einen Teil ihrer Schmalspurlokomotiven nach Le Châtelet evakuierte. Man baute die Treibstangen ab und versteckte sie an einem geheimgehaltenen Ort, um die Lokomotiven unbrauchbar zu machen. Die deutschen Streitkräfte brauchten jedoch nur wenig Zeit, um die fehlenden Teile selbst herzustellen, die für die Wiederinbetriebnahme der Maschinen notwendig waren. Bald darauf verkehrten sie wieder auf dem größten Teil des südlichen 800-mm-Netzes.

### Deutsche Militärbahn
Während des Ersten Weltkriegs bauten die deutschen Streitkräfte in der Gegend eine normalspurige Militärbahn, um schwere Eisenbahngeschütze hinter der Front aufzustellen, die sich wegen ihres hohen Gewichts auf der Schmalspurbahn nicht transportieren ließen. Die Militärbahn wurde von den deutschen Truppen am 3. Mai 1916 in Machault feierlich in Betrieb genommen. Auf ihr wurde unter anderem das deutsche Marinegeschütz „Langer Max“ (38-cm-SK-L/45) zu seinem Aufstellungsort 2 Kilometer südöstlich Semide transportiert. Für die Neutrassierung waren umfangreiche Erdarbeiten mit tiefen und langen Einschnitten und hohen Dämmen erforderlich, die deutsche Soldaten mithilfe einer Oberursel-Benzollokomotive sowie mit von Hand und von einem Menck & Hambrock Dampf-Schaufelbagger beladenen Kipplorenzügen durchführten. Die von der Bayerischen Reserve-Eisenbahn-Baukompanie 1 und der Eisenbahn-Pionier-Kompanie 13 bei den Bauarbeiten eingesetzte Feldbahn hatte eine Spurweite von 600 mm.

### Langer Max
Der Bau einer neuen Stellung für das mit der normalspurigen Militärbahn angelieferte Geschütz „Langer Max“ begann im März 1916. Der Generalstabschef der 3. Armee, Oberst Fritz von Loßberg meldete der Obersten Heeresleitung (O.H.L.) am 19. Mai 1916, dass das Geschütz bei Semide ab dem 22. Mai 1916 einsatzbereit sei. Mit ihm sollten zu einem geeigneten Zeitpunkt zwei Eisenbahnknotenpunkte beschossen werden, ohne den streng geheim gehaltenen Standort des gut getarnten Geschützes zu früh preiszugeben. Im August 1916 erhielt die 3. Armee auf Anordnung der O.H.L. 25 Schuss 38-cm-Munition.
Das Geschütz wurde von Marineartilleristen bedient, die dem Marine-Sonderkommando Schulte 2 angehörten, das von Kapitänleutnant Hans Walther Schulte befehligt wurde. Wie vom Generalstabschef der 3. Armee, Martin Freiherr von Oldershausen am 3. November 1916 befohlen, beschoss das Geschütz am 10. November 1916 das etwa 35 Kilometer südwestlich gelegene Gleisdreieck bei Saint-Hilaire-au-Temple mit 15 Granaten, wobei es nach französischer Darstellung zu keinen nennenswerten Sachschäden und auch zu keinen Verletzungen kam. Am 11. und 15. November 1916 wurde Sainte-Menehould mit den restlichen 10 Granaten beschossen, was zu mehreren Verletzten geführt haben soll.

## Bahnhöfe, Dienststellen, Brücken und Normalspur-Schienenfahrzeuge
| Bahnhöfe                     | Foto | Anmerkung |
| ---------------------------- | ---- | --- |
| Le Châtelet-sur-Retourne     |      | Provisorisches Bahnhofsgebäude nach der Zerstörung des ursprünglichen Empfangsgebäudes im Ersten Weltkrieg |
| Neuflize                     |      | |
| Alincourt                    |      | |
| Juniville                    |      | |
| Bignicourt                   |      | |
| Ville-sur-Retourne           |      | |
| Pauvres                      |      | |
| Mont-Saint-Remy              |      | |
| Machault                     |      | |
| Semide                       |      | „Semide unterer Bahnhof“ |
| Contreuve                    |      | Der deutsche Bahnhof von Contreuve: Im Vordergrund die Normalspurbahn mit 1435 mm Spurweite und im Hintergrund wohl eine Feldbahn mit 600 mm Spurweite |
| Sugny                        |      | |
| Sainte-Marie                 |      | |
| Vouziers-Marizy              |      | Der Bahnhof von Marizy lag an der Straße nach Sainte Marie in der Nähe des heutigen Schießstandes Avenir gegenüber der Zuckerfabrik. Er wurde am 15. Oktober 1905 für den Güterverkehr in Betrieb genommen, mehr als ein Jahr vor der Eröffnung der Strecke Vouziers-Juniville, die erst am 25. November 1906 eröffnet wurde. Vom 15. Oktober 1905 bis 10. April 1907 wurde der petite-vitesse-Güterverkehr des Bahnhofs Vouziers-Est eingestellt, so dass alle Güter zwangsläufig über den Bahnhof Marizy befördert werden mussten und nicht mehr am Bahnhof Vouziers-Est am Kanalufer verladen werden konnten. Das wurde von der Familie Hardy le Begue, der die nahegelegenen Mühlen und die Zuckerfabrik gehörten, begrüßt, erzürnte aber Legat, einen Getreidehändler und Eigentümer des Silos Saint Paul, und Marinet, einen Großhändler für Korbwaren, deren Einrichtungen sich in der Nähe des Bahnhofs Vouziers-Est befanden. |
|                              |      | Die Strecke von Marizy nach Vouziers-Est überquerte die Rue Gambetta und führte dann die Rue des Moulins (Rue Désiré Gueillot) hinauf. Sie verlief hinter dem alten Schlachthof und überquerte auf einer Stahlbrücke Aisne-Mühlkanal. Sie führte am Aisne-Ufer entlang unterhalb der Kirche vorbei, überquerte die Normalspurstrecke auf einer weiteren Stahlbrücke, bevor sie am Bahnhof Vouziers-Est endete. |
| Vouziers                     |      | |
| Dienststellen                | Foto | Anmerkung |
| 1,6 km                       |      | Von der deutschen Eisenbahn-Pionier-Kompanie 13 während des Ersten Weltkriegs errichtete Weiche der Kriegsbahn Lorel-Ferme bei Streckenkilometer 1,6 |
| 2,5 km                       |      | Von der Deutschen Eisenbahn-Pionier-Kompanie 13 während des Ersten Weltkriegs errichtete Kriegs-Eisenbahn-Station bei Streckenkilometer 2,5 |
| Depot-Bahnhof                |      | Deutscher Depot-Bahnhof an der Kriegsbahn |
| Übergangs-Bahnhof            |      | Deutscher Übergangs-Bahnhof an der Kriegsbahn bei Semide |
| Brücken                      | Foto | Anmerkung |
| Aisne-Mühlkanal in Vouziers  |      | |
| Normalspur-Schienenfahrzeuge | Foto | Anmerkung |
| Preußische G 8               |      | Deutsche Dampflokomotive Nr. 4918 auf der normalspurigen Kriegsbahn |
| Triebwagen                   |      | Deutscher Triebwagen zum Truppentransport auf der normalspurigen Kriegsbahn |